# Karel Zeman
Pour les articles homonymes, voir Zeman.
Karel Zeman est un dessinateur et réalisateur de film d'animation tchèque, né le 3 novembre 1910 à Ostromer en Autriche-Hongrie (aujourd'hui Tchéquie) et mort le 5 avril 1989  à Gottwaldov (Tchécoslovaquie).

## Biographie
Karel Zeman s'intéresse pour la première fois au théâtre de marionnettes alors qu'il est étudiant dans une école de commerce. Peu de temps après, il décide de partir étudier en France dans une école de publicité reconnue. À l'obtention de son diplôme, il travaille pendant sept ans, jusqu'en 1936, comme dessinateur pour un studio publicitaire de Marseille. Sa première expérience avec le film animé est une publicité pour un potage.
À son retour en Tchécoslovaquie, il réalise ses premiers films d'animation avec des marionnettes pour la marque de chaussures BATA et les voitures Tatra.
En 1943, Zeman montre des extraits de son travail au réalisateur Elmar Klos, qui lui propose un travail dans son studio d'animation de Zlín. C'est là qu'il rencontre la réalisatrice de films d'animation Hermína Týrlová, qui vient de terminer la réalisation du film d'animation Ferda Mravenec. C'est avec elle que Zeman réalise son premier court métrage, Vánocní sen (Rêve de Noël, 1946), qui sera primé comme « meilleure animation » au festival de Cannes de 1946. Zeman commence alors à devenir célèbre internationalement.
Le premier projet que Zeman réalise seul est le premier d'une série de courts-métrages humoristiques qui mettent en scène « M. Prokouk », un pantin au gros nez, image du citoyen ordinaire face aux problèmes de la vie quotidienne : Les Tentations de M. Prokouk (1947), puis M. Prokouk fait du cinéma (1948). La série se poursuit les années suivantes avec, entre autres, M. Prokouk inventeur (1949), M. Prokouk officier (1953). Entre-temps, Zeman réalise Král Lávra (Le Roi Lavra, d'après un poème de Karel Havlíček Borovský), film plus long que ses autres travaux — une trentaine de minutes — qui lui vaudra une récompense nationale en 1950.
En 1955, Zeman réalise son premier film combinant performances d'acteurs « réelles », animation, et effets spéciaux, Voyage dans la préhistoire (Cesta do pravěku), une œuvre qui créa une petite révolution dans le milieu de l'animation. Quatre ans après paraît son chef-d'œuvre Vynález zkázy (Les aventures fabuleuses de Jules Verne traduit en français sous le titre des Aventures fantastiques ou de L'Invention diabolique), ouvrant un nouveau monde de possibilités qu'il explore dans ses autres adaptations des romans de Jules Verne — Ukradena Vzducholod (Le Dirigeable volé, 1967), inspiré du roman Deux Ans de vacances, ou Na kometě (Sur la comète, traduit en français sous le titre L'Arche de monsieur Servadac, 1970), d'après Hector Servadac — et des histoires plus classiques telles que celles des Aventures du Baron de Münchhausen sous le titre Baron Prášil (Le Baron de Crac, 1962), ou encore Bláznova kronika (Chroniques d'un fou, 1964).
Il fait notamment évoluer des acteurs filmés en prise de vue réelle dans des décors animés peints dans le style des illustrations éditées, entre autres, par Pierre-Jules Hetzel, en adaptant principalement des gravures d'Édouard Riou, d'Alphonse de Neuville ou de Gustave Doré.
Bien que la plupart des films de Zeman furent souvent réputés s'adresser à un public enfantin, ils possèdent un style visuel et un esprit particulier, sophistiqué, qui enchante aussi bien les adultes.
En son honneur a été fondé le musée Karel Zeman, à Prague, en 2012.

## Filmographie partielle
En 2015, un DVD, La Magie Karel Zeman (Malavida éd.), regroupe cinq courts métrages : Rêve de Noël, Un hamster, Un fer à cheval porte-bonheur, Monsieur Prokouk horloger et Inspiration.

### Longs métrages
- 1953 : Le Trésor de l'île aux oiseaux (Poklad Ptacího ostrova)
- 1955 : Voyage dans la préhistoire (Cesta do pravěku) avec la coopération scientifique de Josef Augusta
- 1956-1957 : Les Aventures fantastiques (Vynález Zkazy)
- 1962 : Le Baron de Crac (Baron Prásil)
- 1964 : Chronique d'un fou (cs) (Bláznova Kronika)
- 1967 : Le Dirigeable volé (Ukradená vzducholod)
- 1970 : L'Arche de monsieur Servadac (Na Kometě)
- 1974 : Sept Courts Métrages inspirés des Mille et une nuits (Pohádky tisíce a jedné noci)
- 1978 : L'Apprenti sorcier (Čarodějův Učeň)
- 1980 : Jeannot et Mariette (Pohádka o Honzíkovi a Mařence)

### Courts métrages
- 1946 : Rêve de Noël (Vánocní sen)
- 1947 : Les Tentations de M. Prokouk (Pan Prokouk v pokušení)
- 1948 : M. Prokouk fait du cinéma (Pan Prokouk filmuje)
- 1949 : M. Prokouk inventeur (Pan Prokouk vynálezcem)
- 1949 : Inspiration (Inspirace)
- 1953 : M. Prokouk officier (Pan Prokouk ouraduje)
- 1955 : M. Prokouk ami des bêtes (Pan Prokouk, Přítel zvířátek)
- 1958 : M. Prokouk détective (Pan Prokouk detektivem)
- 1959 : M. Prokouk acrobate (Pan Prokouk akrobatem)
- 1971 : Sindbad (Dobrodruzství námorníka Sindibáda, court-métrage)
- 1972 : M. Prokouk horloger (Pan Prokouk hodinářem)